# イラストレーション・アイコン素材

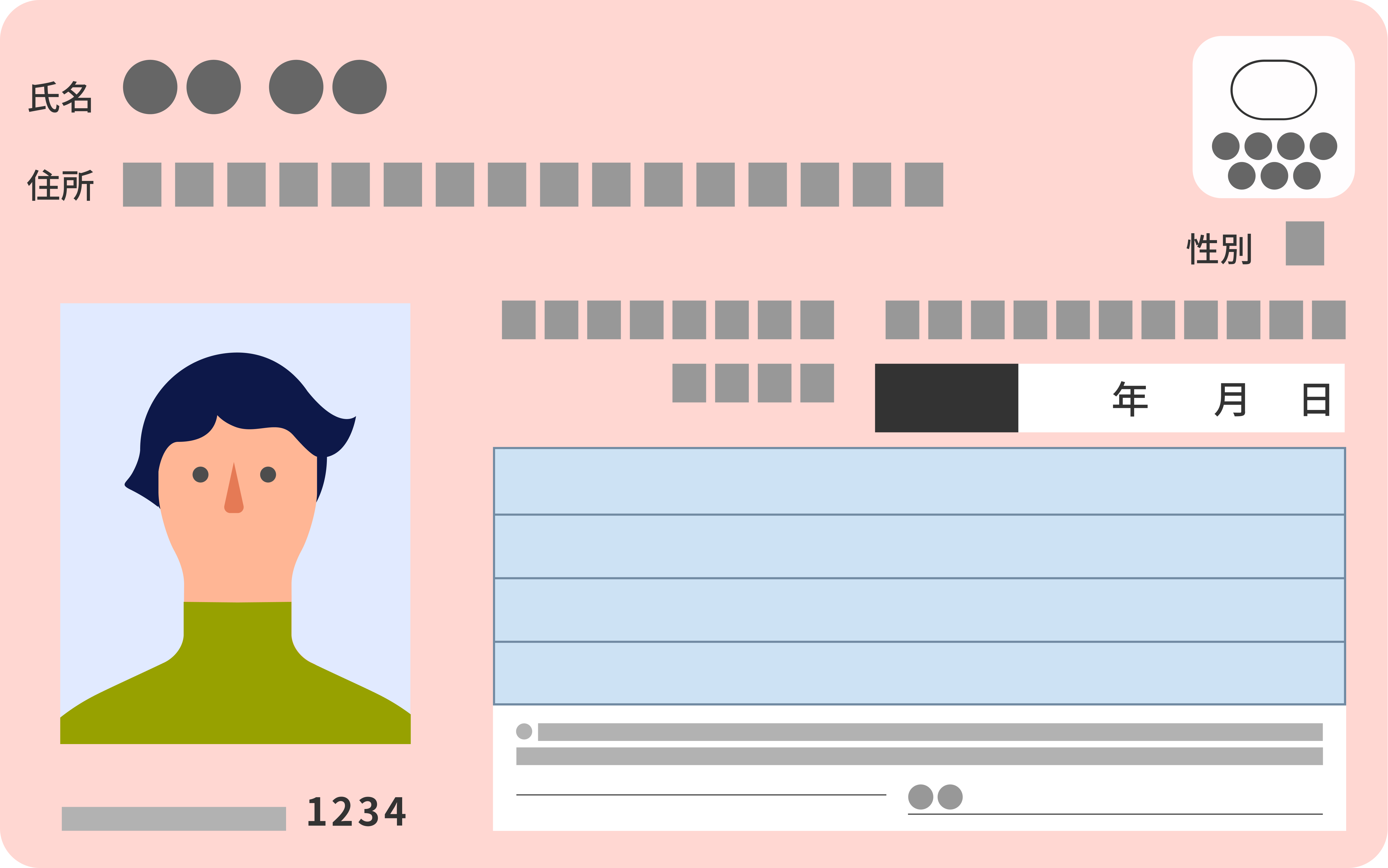
イラストレーションの例

アイコンの例

イラストレーション・アイコン素材（イラストレーション・アイコンそざい）とは、デジタル庁が行政手続きの改善のために作成し、2023年6月27日に無償公開したイラストレーションとアイコンの素材である。
行政手続きには専門用語が多く、イラストレーションやアイコンなどでわかりやすく伝える必要があったが、政府が公式に配布する専用の素材が無かったので各地方公共団体や民間サービスが独自に素材を作成しており、表現が伝え手によってバラバラになる課題を抱えていた。イラストレーション・アイコン素材はこの問題を解決を狙って作成された。デジタルが苦手な人にもわかりやすいように、大ぶりの曲線を用いて印象を柔らかくしたり、一つのアイコンに複数の要素を詰め込んで複雑にならないようにするなど、一目見たときに「わかりやすい」「自分でもできそう」という印象を持ってもらえるように検討を重ねて作成された。
手続き方法を伝えるイラストレーション素材は全74種類のPNG画像が配布されており、行政文脈のコンテンツを伝えるアイコン素材は全360種類のPNG画像とSVG画像で配布されている。
ライセンスは独自のイラストレーション・アイコン素材利用規約で、商用利用も含めて素材を自由に複製、公衆送信、翻訳・変形等の翻案等することができ、素材を編集・加工等して公表・利用・再配布する場合を除いてクレジットの表示が不要となっている。